# 994 a.C.
Il 994 a.C. (CMXCIV a.C. in numeri romani) è un anno  del X secolo a.C.

## Eventi
- Tersippo 4º arconte vitalizio di Atene.